# Петкевич, Алексей Михайлович
Алексей Михайлович Петкевич (бел. Пяткевіч Аляксей Міхайлавіч; 30 марта 1931, Новый Свержень, Новогрудское воеводство — 11 марта 2022, Гродно) — советский и белорусский литературовед, краевед.

## Биография
Родился в семье рабочего. В 1954 году окончил отделение белорусского языка и литературы филологического факультета Белорусского государственного университета, в 1957 году — аспирантуру при кафедре белорусской литературы БГУ. Работал в Гродненском педагогическом институте имени Янки Купалы (в 1968—1974 гг. заведующим кафедрой, затем доцентом), с 1978 года — доцент кафедры белорусской литературы, с 1990 года — доцент кафедры белорусской культуры Гродненского университета имени Янки Купалы.
Кандидат филологических наук (1963), профессор (1994). Член Международного купаловского Фонда (1997). Награждён государственными медалями. Автор 527 литературно-критических и культурологических работ, в том числе 16 книг. Печатался в журналах «Полымя», «Маладосць», «Крыніца», «Роднае слова», «Дзеяслоў», «Arche», «Bialoruskie Zeszyty Historyczne», газетах «Літаратура і мастацтва», «Літаратурная Беларусь», «Культура», «Звязда», «Настаўніцкая газета», «Народная воля», «Наша ніва», «Гродзенская праўда» и др., энциклопедиях, научных сборниках.
Работал на кафедре литературы Гродненского пединститута имени Янки Купалы в 1957—1968 гг., на кафедре белорусской литературы Гродненского университета имени Янки Купалы в 1968—1990 гг. (в 1968—1974 — заведующим кафедрой), на кафедре белорусской культуры этого университета в 1990—2006 гг. (В 1991—2001 гг. — заведующим кафедрой), на кафедре белорусского культуры и регионального туризма в 2006—2013 гг., на кафедре туризма и культурного наследия в 2013—2017 гг.
Подготовил как научный руководитель аспирантов трёх кандидатов наук.
Председатель Гродненской организации «Ветэраны Адраджэння» (2004—2014). Председатель Гродненской городской организации «Таварыства беларускай мовы імя Ф. Скарыны» (1989—2001 и с 2005). Вёл на Гродненской областной студии телевидения ежемесячную передачу «Кнігарня» (1973—1974 и 1976—1989).
Похоронен на кладбище деревни Новый Свержень, Столбцовского района Минской области.

## Творчество
Выступал в области критики и литературоведения с 1958 года. Статьи, историко-литературные и краеведческие исследования, рецензии печатались в научных сборниках, энциклопедических изданиях, периодической печати. Издал книгу «Сюжет. Композиция. Характер: О прозе Кузьмы Чорного» (бел. «Сюжэт. Кампазіцыя. Характар: Аб прозе Кузьмы Чорнага»)(1981). Один из авторов «Гісторыі беларускай дакастрычніцкай літаратуры» (1969), «Гісторыі беларускай літаратуры. XIX — пачатак XX ст.» (1981).
Отдельные издания:
1. Наднёманскія былі. Мн., «Беларусь». 1968 (в соавторстве).
2. Гісторыя беларускай дакастрычніцкай літаратуры. Том 2. Мн., «Навука і тэхніка». 1969 (в соавторстве).
3. Сюжэт. Кампазіцыя. Характар. Аб прозе К.Чорнага. Мн. «Мастацкая літаратура», 1981.
4. Гісторыя беларускай літаратуры. Х1Х — пач. ХХ стагоддзя. Мн., «Вышэйшая школа». 1981 (в соавторстве).
5. Пісьменнікі прынёманскага краю. Гродна. Таварыства аматараў кнігі. 1986.
6. Zblizenia. Portrety bialostockich pisarzy. Cz 11. Bialystok. 1995 (в соавторстве).
7. Літаратурная Гродзеншчына. Мясціны. Людзі. Кнігі. Мн., «Бацькаўшчына». 1996.
8. Гісторыя беларускай літаратуры. Х1Х — пач. ХХ стагоддзя. Выданне 2-е, дапрацаванае і дапоўненае. Мн., «Вышэйшая школа». 1998 (в соавторстве).
9. Людзі культуры з Гродзеншчыны. Даведнік. Гродна. ГрДУ. 2000.
10. Маршруты кніжнага слова: з гісторыі кнігі, друку на Гродзеншчыне. Варшава. «Ідее». 2002.
11. Гісторыя беларускай літаратуры ХХ стагоддзя. Том 4. Кніга 2. Мн., «Навука і тэхніка». 2003 (в соавторстве.).
12. Старонкі спадчыны. Культурнае памежжа Гродзеншчыны: працэсы, з’явы, асобы. Мн., «Беларускі кнігазбор». 2006.
13. Матыўная прастора беларускай літаратуры. Гродна. ГрДУ . 2009 (в соавторстве.).
14. Музычна-тэатральная культура Беларусі (Х — Х У | | |). Дапаможнік. Гродна. ГрДУ. 2010, выданне 2-е, 2011.
15. Слова і кніга Прынёмання. Зборнік навуковых артыкулаў. Гродна, «ЮрСаПрынт», 2016.
16. Аўтографы — разам. Гродна, «ЮрСаПрынт». 2018.